# Kuwait ai Giochi della XIX Olimpiade
Il Kuwait partecipò ai Giochi della XIX Olimpiade che si sono svolti a Città del Messico dal 12 al 27 ottobre 1968, con una delegazione di due atleti iscritti alla maratona: nessuno dei due riuscì a portare a termine la gara. Fu la prima partecipazione di questo Paese ai Giochi.